# 豊田市立西保見小学校
豊田市立西保見小学校（とよたしりつ にしほみしょうがっこう）は、愛知県豊田市保見ケ丘二丁目185番地にある公立小学校。

## 歴史
豊田市北部の丘陵地に建設された団地内に位置する。1988年（昭和63年）4月4日、豊田市立東保見小学校から分離する形で豊田市立西保見小学校が開校。校区は高層住宅の立ち並ぶ保見団地と、北緑苑・南緑苑と呼ばれる分譲住宅地から構成されている。
- 1988年（昭和63年）4月4日 - 豊田市立東保見小学校から分離して豊田市立西保見小学校が開校。
- 1988年度（昭和63年度） - ソニー教育資金贈呈計画優良賞を受賞。
- 2017年（平成29年） - 創立30周年記念式典を開催[1]。

## 特色
1990年代以降には、保見団地に日系ブラジル人をはじめとする外国人居住者が増加し、西保見小学校では外国籍児童の割合が年々増加していった。2007年（平成19年）4月には、初めて新入生の過半数が外国籍となった。2011年度（平成23年度）には外国籍児童が全校児童の56%となる約100人となった。2018年（平成30年）5月時点では、全校児童252人のうち約68%の171人が外国籍であり、その90%はブラジル国籍だった。このため、日本語学級等の国際化に対応した教育を積極的に取り入れている。
公立学校ではできないサポートを行うために、2005年（平成17年）には保見団地内にブラジル学校のパウロ・フレイレ地域学校が開校した。運営はNPO法人保見ヶ丘ラテンアメリカセンター。パウロ・フレイレ地域学校は全日制の幼稚園・小学校・中学校を有しており、また成人向けの夜間部も有している。

## 学区
- 保見ヶ丘1丁目・2丁目・3丁目
- 保見ヶ丘4丁目の一部（県営住宅23～25棟）
- 保見ヶ丘6丁目の一部（公団住宅101～122棟）

## 交通アクセス
- 愛知環状鉄道保見駅から徒歩約20分
- 名鉄豊田線浄水駅からとよたおいでんバスに乗り換えて「西保見小学校前」バス停下車後すぐ

## 卒業生
- 室伏由佳 - 陸上競技選手。女子ハンマー投げ。入学時は東保見小学校だったが在学中に西保見小学校が分離した為、卒業は西保見小学校となる。